# Shibata Katsuie

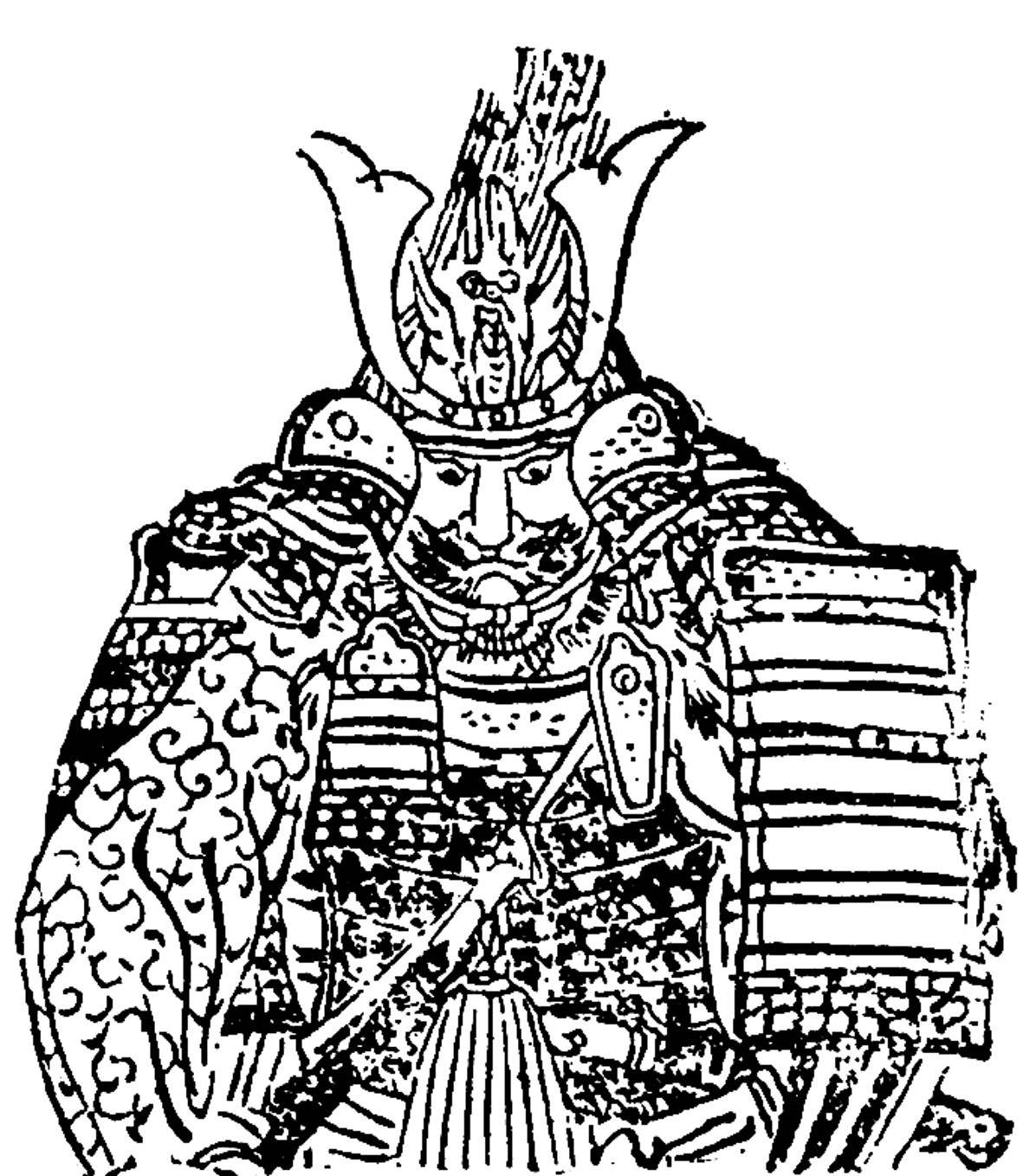
Shibata Katsuie

Shibata Katsuie (japanisch 柴田勝家, Shibata Katsuie) (* 1522; † 14. Juni 1583) war ein ranghoher General des japanischen Territorialfürsten Oda Nobunaga und mit dessen Schwester Oichi verheiratet.

## Leben und Wirken
Katsuie beteiligte sich an dem Komplott des Hayashi Mitsukata, Nobunaga durch seinen Bruder Nobuyuki (信行; 1536–1557) zu ersetzen. Ikeda Nobuteru (池田信輝; 1536–1584), der gegen sie gesandt wurde, besiegte sie, und Katsuie unterwarf sich Nobunaga. Im Jahr 1570 vertraute Nobunaga ihm die Burg Chōkōji (長興寺城) in der Provinz Ōmi an, die er den Sasaki abgenommen hatte. Rokkaku Yoshisuke belagerte die Burg, wurde aber abgewiesen.
Nach dem erfolgreichen Feldzug gegen die Azai und Asakura erhielt Katsuie 1579 die Provinzen Echizen und Kaga zum Lehen und ließ sich in Kita-no-shō (heute Fukui) nieder.
1582 überfiel Katsuie die Provinz Noto, aber die drei Daimyō dort, Yuza (遊佐), Miyake und Nukui (貫井) wandten sich an Uesugi Kagekatsu (1556–1623). Katsuie bereitete sich auf einen Kampf mit den mächtigen Daimyō von Echigo vor, als er vom Tod Nobunagas erfuhr. Er machte sich sofort auf den Weg, Akechi Mitsuhide zu fassen, kam aber erst an, als Mitsuhide bereits besiegt war.
Katsuie beteiligte sich an Treffen der Daimyō, die damit endete, dass Oda Hidenobu (織田秀信; 1581–1602), ein Enkel Nobunagas, zum Nachfolger Nobunagas bestimmt wurde. In der Zeit wurde er immer eifersüchtiger auf den mächtig werdenden Toyotomi Hideyoshi und beschloss, ihn zu beseitigen. Als dann Auseinandersetzungen begannen zwischen Nobunagas Sohn Oda Nobutaka (織田信孝; 1558–1583) und dem designierten Taikō, nahm er für Letzteren Partei. Es begann ein Krieg, den Katsuie in der Schlacht von Shizugatake in der Provinz Ōmi durch Fehlverhalten von Sakuma Morimasa (佐久間守正; 1554–1583) verlor. Hideyoshi belagerte daraufhin Kita-no-shō, und Katsuie, der sich in auswegloser Lage sah, setzte die Burg in Brand und nahm sich – zusammen mit seiner Frau, sie war 37 Jahre alt, und 30 Untertanen – das Leben.
Katsuies Frau war Nobunagas Schwester. Nachdem sie eine Zeit lang verheiratet waren, verließ sie Katsuie und heiratete 1568 Asai Nagamasa (浅井長政; 1545–1573), mit dem sie drei Töchter hatte. Nach Nagamasas Tod kehrte sie zu Katsuie zurück. Als Kita-no-shō verloren war, bat Katsuie sie, mit ihren Töchtern zu fliehen. Sie weigerte sich aber, gab jedoch ihre Kinder in treue Hände, die sie in Sicherheit brachten. Von ihren drei Töchtern heiratete die älteste, Yodo-gimi, Hideyoshi, die zweite Kyōgoku Takatsugu (京極高次; 1560–1609) und die dritte den zukünftigen Shōgun, Tokugawa Hidetada.